# 九山镇

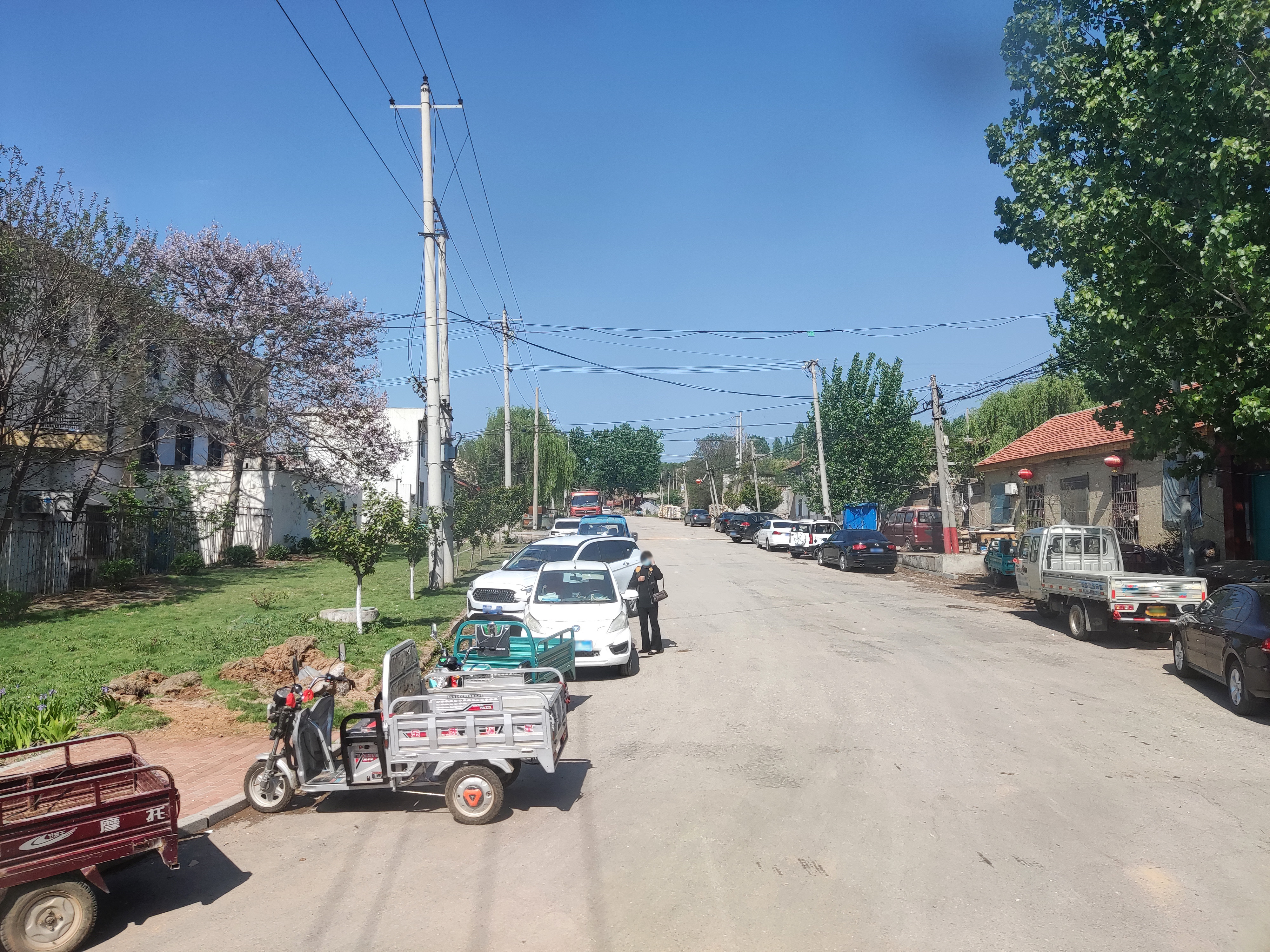
九山镇土崮堆村

九山镇是中國山东省潍坊市下辖的临朐县最南端的一个乡镇，位於沂山脚下。該地區著名特產有林業相關包括木材加工等產業為，以及花生的生產以及相關的製油業。交通方面有泰薛公路、潍九公路在此交汇。